# Asamati
Asamati (en macédonien Асамати) est un village du sud-est de la Macédoine du Nord, situé dans la municipalité de Resen. Le village comptait 175 habitants en 2002.

## Démographie
Lors du recensement de 2002, le village comptait :
- Macédoniens : 68
- Albanais : 81
- Turcs : 26